# Petrůvka
Petrůvka (německy Petruwka) je obec ležící v okrese Zlín ve Zlínském kraji. Žije zde 316 obyvatel.

## Poloha
Obec Petrůvka se nachází v CHKO Bílé Karpaty. Leží v části Bílých Karpat, která plynně přechází do Vizovické vrchoviny. Obklopují ji kopce na severu Kameničná (521 m), na východě Hranice (516 m) a na severozápadě Obětová (511 m).

## Historie
Poprvé se Petrůvka připomíná roku 1449, kdy náležela k panství Luhačovice. K 1. lednu 1980 došlo k připojení obce Petrůvka k Slavičínu, s kterým byla obec sloučena až do roku 1998. K 1. lednu 1999 se opět osamostatnila (rozhodnutí občanů hlasováním v místním referendu 15. května 1998).

## Obyvatelstvo
| Rok            | 1869 | 1880 | 1890 | 1900 | 1910 | 1921 | 1930 | 1950 | 1961 | 1970 | 1980 | 1991 | 2001 | 2011 | 2021 |
| -------------- | ---- | ---- | ---- | ---- | ---- | ---- | ---- | ---- | ---- | ---- | ---- | ---- | ---- | ---- | ---- |
| Počet obyvatel | 358  | 381  | 354  | 376  | 370  | 366  | 376  | 331  | 374  | 367  | 358  | 386  | 350  | 314  | 305  |
| Počet domů     | 54   | 54   | 55   | 55   | 55   | 56   | 61   | 77   | 78   | 88   | 83   | 100  | 103  | 107  | 111  |

## Galerie

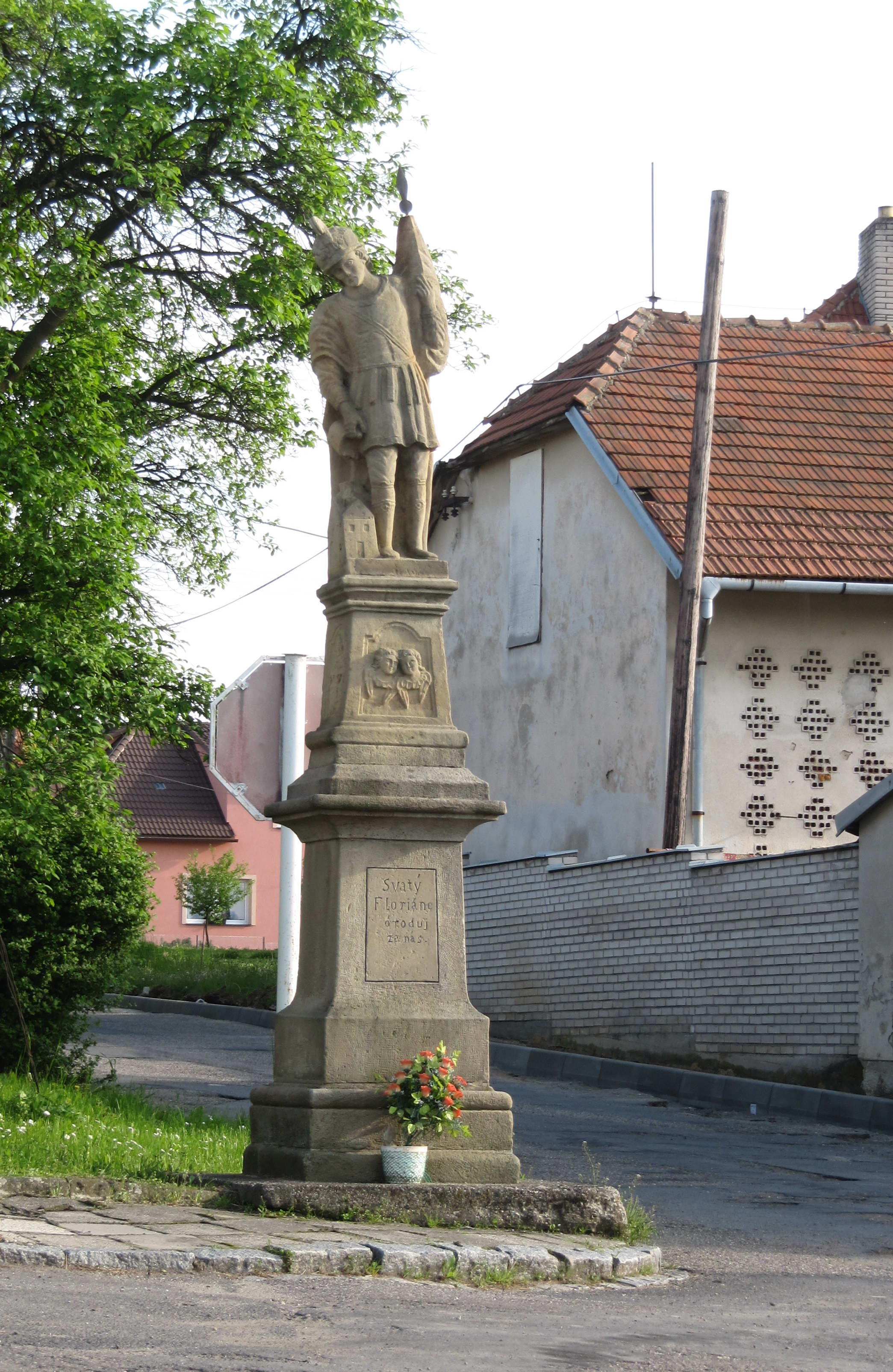
Památkově chráněná socha sv. Floriána
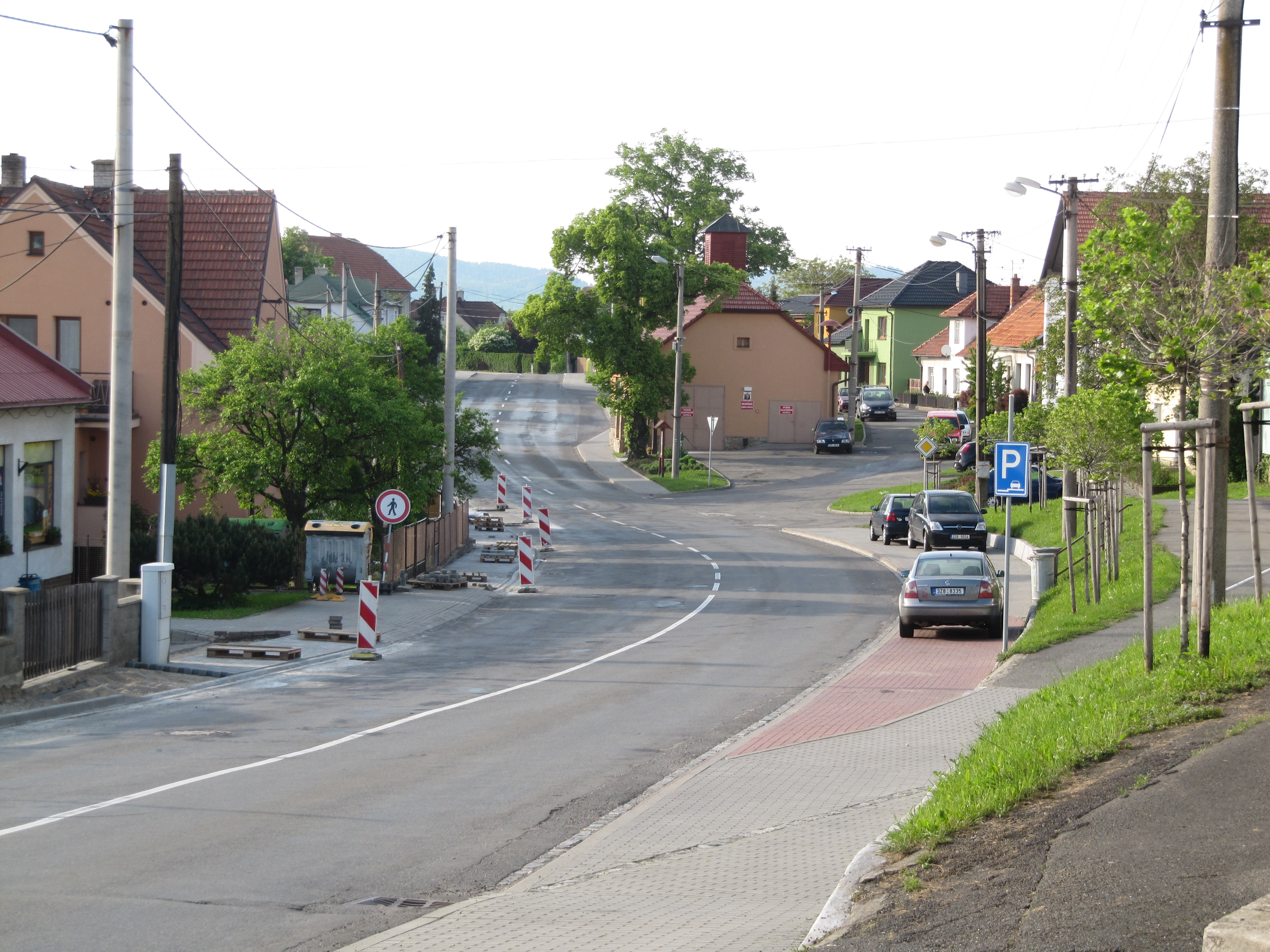
Hlavní ulice
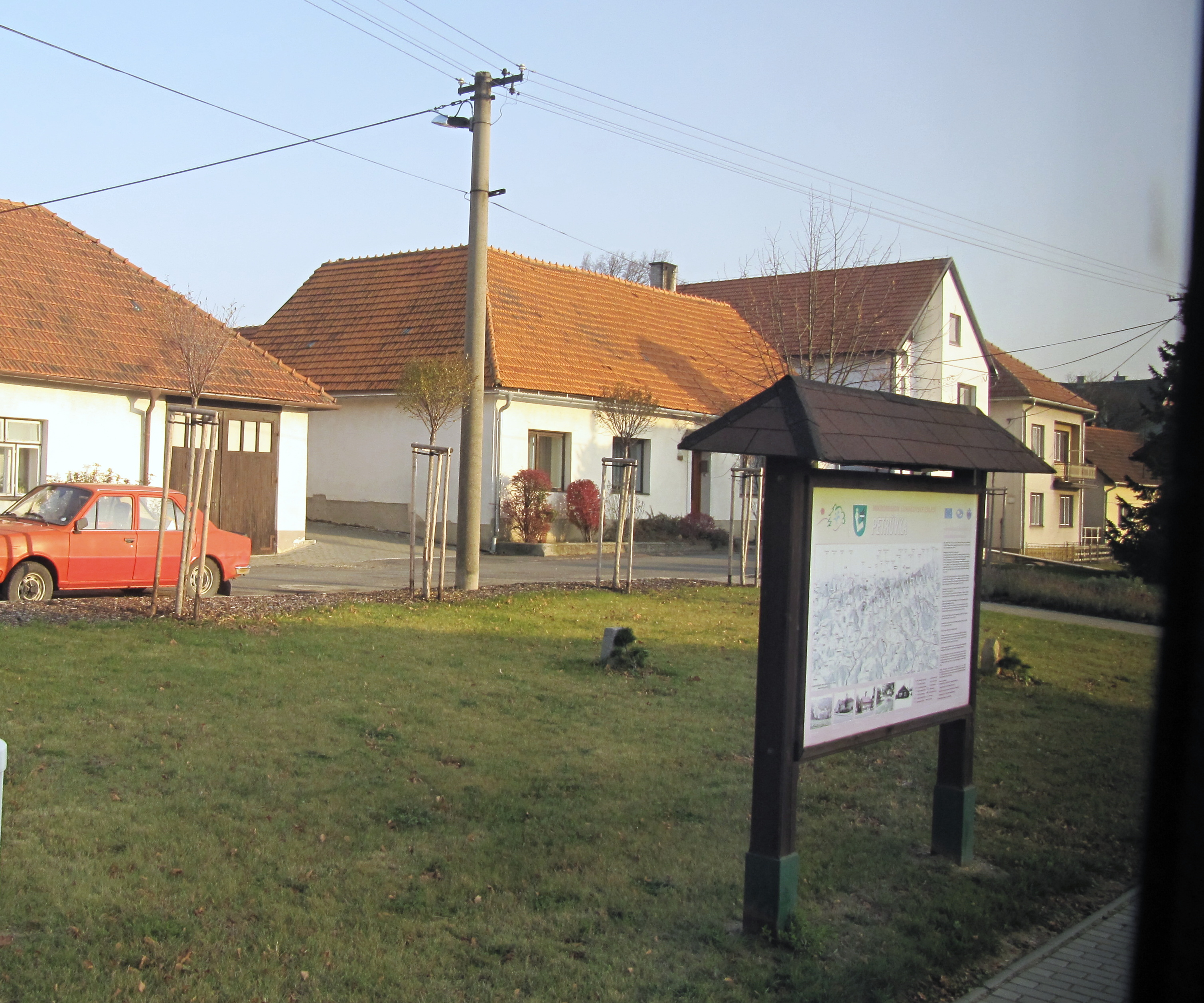
Informační tabule na návsi